# Polious
Polious (russe Полюс [Polious], « pôle »), également connu sous les noms Skif-DM et 17F19DM, est la première partie du programme Skif (nom en anglais) ou Scythe (nom en français), la réponse soviétique au SDI américain (Strategic Defense Initiative, plus communément appelée « Guerre des Étoiles »). Sa mise en orbite, le 15 mai 1987, fut un échec à cause de la défaillance d'un capteur de guidage inertiel. En cas de succès, Polious aurait servi de base à la station orbitale Mir-2.

## Historique
Le 23 mars 1983, Ronald Reagan met en avant son idée de « Guerre des Étoiles ». Il s'agit d'un bouclier spatial protégeant les États-Unis contre toute attaque nucléaire, et ce indépendamment de son point de départ sur la Terre. Une telle annonce est immédiatement dénoncée par Youri Andropov, président du Praesidum du Soviet Suprême, comme étant une tentative américaine pour dominer militairement l'Union Soviétique et il autorise alors le développement d'un programme de contre-mesures. Jusqu'à son décès, Andropov militera pour la signature d'un traité visant à interdire les armes dans l'espace.
Première étape du programme Skif, Polious fut planifié sur une durée inférieure à cinq ans, laquelle était la durée type des programmes spatiaux soviétiques. Une telle décision agace Youri Kornilov, le chef du bureau d'études Saliout, qui publie un article intitulé « Unknown Polyus » dans Earth and the Universe fournissant des détails sur la construction de Polious. Ce dernier devait servir de charge utile au premier tir du lanceur lourd Energia qui aurait lieu à l'automne 1986.
Après la mort d'Andropov en février 1984, son successeur Konstantin Tchernenko continue de réclamer la signature d'un traité interdisant la militarisation de l'espace, mais sans résultat. Après le rejet de la proposition diplomatique soviétique le 1er juillet 1984, la construction du vaisseau spatial Polious commence dans les usines Krunichev.
À son arrivée au pouvoir, Mikhaïl Gorbatchev poursuit dans la lignée de ses prédécesseurs, tentant de trouver une fin diplomatique à cette « Guerre des Étoiles » naissante, et continuant le développement de Polious. Lorsque ce dernier est sur le pas de tir du Cosmodrome de Baïkonour, Gorbatchev vient s'assurer en personne qu'il n'emporte pas d'armes : il était hors de question que l'Occident puisse y voir une tentative soviétique de militarisation de l'espace. Le leader soviétique devait assister au lancement, mais à la suite de problèmes techniques, le tir est retardé. Gorbatchev, qui a d'autres obligations, doit alors partir. Ces défaillances sont en réalité un prétexte du comité de direction pour que le chef de l'état n'assiste pas à un potentiel échec (il s'agissait du premier vol du lanceur Energia).  
Le 15 mai 1987, à 23h30 heure locale, Polious s'envole sur le dos de son lanceur Energia. Après avoir frôlé la catastrophe dès le départ (le lanceur s'est fortement incliné dans les premières secondes du vol puis est revenu sur sa trajectoire normale), il est inséré sur une trajectoire suborbitale. Il doit alors se retourner de 180° pour pouvoir allumer ses moteurs afin de se mettre en orbite car, pour des raisons structurelles, Polious a été monté « à l'envers » sur son lanceur, ses moteurs pointant dans la direction opposée à son déplacement. Mais à la suite d'une défaillance d'un capteur de guidage inertiel (qui mesure la rotation du véhicule), il effectue un tour complet et les moteurs, au lieu de l'accélérer, le freinent. Il rentre dans l'atmosphère et s'écrase non loin du corps central de son lanceur dans le Pacifique.

## Structure du vaisseau
Conséquence de sa construction dans l'urgence (qui n'est pas expliquée par Kornilov), Polious a été conçu en combinant des pièces de divers programmes préexistants et en cours. C'est ainsi que l'interface le liant aux boosters d'Energia était celle prévue pour la navette Bourane, que le module central était un dérivé de celui de la station spatiale Mir-2 et que le vaisseau spatial habité assurant les allers et retours de la station à la Terre était une version légèrement améliorée du préexistant TKS.
Selon l'historien militaire Igor Drogovoz, la station spatiale militaire devait avoir un double but : « Pour neutraliser les ouvrages militaires, deux appareils spatiaux de combat ont été développés sur une même base conceptuelle, dotés de différents types d'armement, à savoir les lasers et les canons. Le premier appareil devait viser les ouvrages à basse orbite, et le second les ouvrages évoluant à des orbites moyennes et géostationnaires ».

## Instrumentation
D'après Kornilov, Polious était muni d'un réflecteur laser mais il ne donne aucune information à son propos, ni aucun exemple d'expérience scientifique l'utilisant. Il semblerait que son utilité ait été liée à une batterie de tests conçue pour éprouver la furtivité de la station : depuis le sol, des tentatives de détections radars, infra-rouges et visibles auraient été mises en place, et l'éclairage au laser de Polious aurait permis d'en confirmer ou d'en infirmer la position (le faisceau laser aurait été réfléchi par le miroir équipant la station). Cette méthode présentait l'avantage de ne pas recourir à des transmissions radios entre la Terre et Polious, contribuant à la furtivité de ce dernier. Les photos prises sur le pas de tir montrent le vaisseau couvert d'un revêtement noir, absorbant probablement les ondes radar.